# Hosea av Israel
Hosea, son av Elah (hebreiska: הושע בֵּן-אלה, Hoshe’a Ben-’Elah), kung i Israel. Han var det norra rikets sista kung och regerade i Samaria i nio år 731-722 f.Kr.
Under hans regering utsatte Assyriens kung Salmanassar V det som återstod av det norra riket för hård beskattning, något som efter en tid ledde till att kung Hosea sökte allians med kungen i Egypten. Salmanassar fängslade då Hosea och belägrade huvudstaden Samaria under tre år innan staden föll år 722 f.Kr. I samband med detta fördes återstoden av befolkningen i Israels rike bort till bl.a. Medien.